# 祭畤大橋

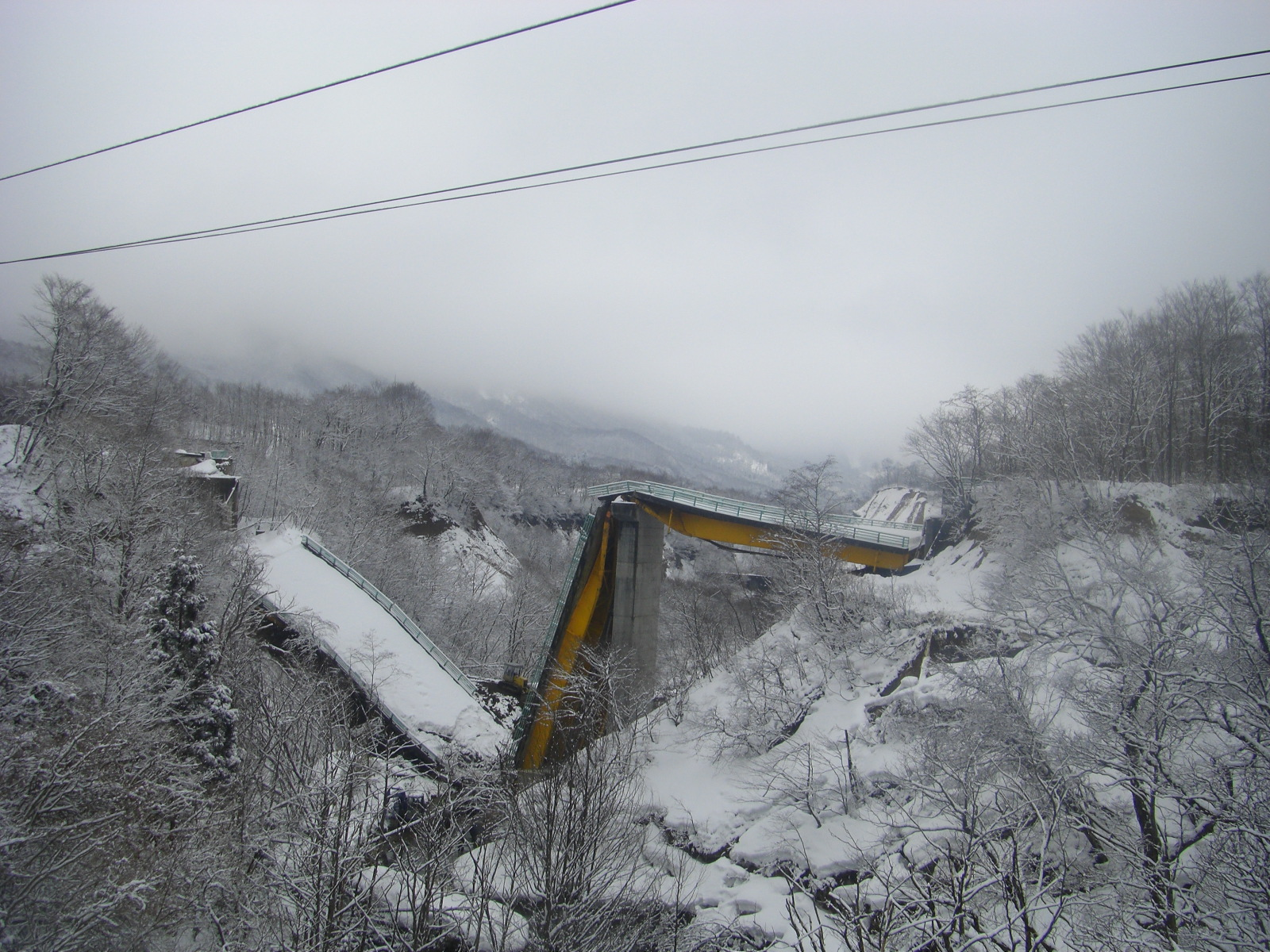
震災遺構として保存される崩壊した祭畤大橋（初代）

祭畤大橋（まつるべおおはし）は、岩手県一関市内に存在する国道342号の橋。磐井川支流の鬼越沢にかかる。

## 初代
1978年に完成した全長94m、幅9mの鋼製桁橋。2008年6月14日に発生した岩手・宮城内陸地震で崩壊した。耐震設計がなされていたため、あり得ない崩壊と注目され、施工中の手抜き工事や設計ミスも疑われたが、その後の調査で橋脚の地盤そのものが11mにわたり地すべり性の移動を起こしたため崩壊したものと判明した。崩壊した橋は2代目となる新橋が完成した後も「災害遺構」として保存されており、周辺が「祭畤被災地展望の丘」として公園となって整備されており、隣接する木道から見学する事ができる。

## 2代目
初代の橋から上流約150mに建設された全長115mの橋。新たな取り付け道路も含め2010年12月18日から供用開始した。
2代目の建設中には、初代と2代目の中間付近に仮橋（長さ94m、幅5m）が設置され、2008年11月30日から供用開始した。

## 祭畤橋

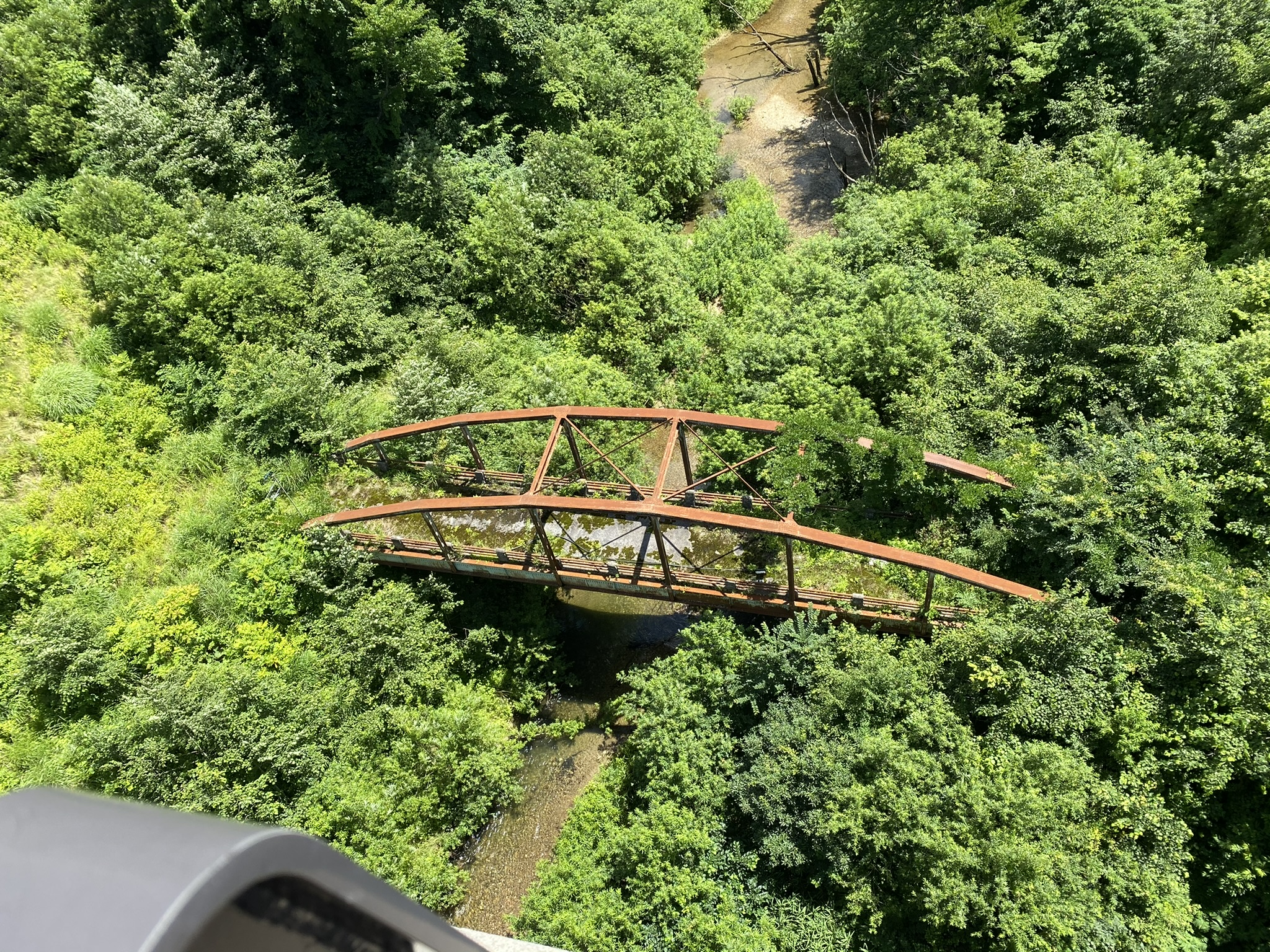
鉄製アーチ橋の「祭畤橋」

初代の橋が設置される以前に用いられていた鉄製アーチ橋「祭畤橋」は、仮橋と2代目の橋の間に2022年現在も現存している（ただし取り付け道はなく、通行不能）。

## アクセス
隣接する「祭畤被災地展望の丘」へのアクセス
- 路線バス：岩手県交通須川温泉線・ぶなの森まつるべ館前（一関駅前から約60分）下車、徒歩5分
- 車：東北自動車道・一関ICから車で約30分